# 賈納克布爾

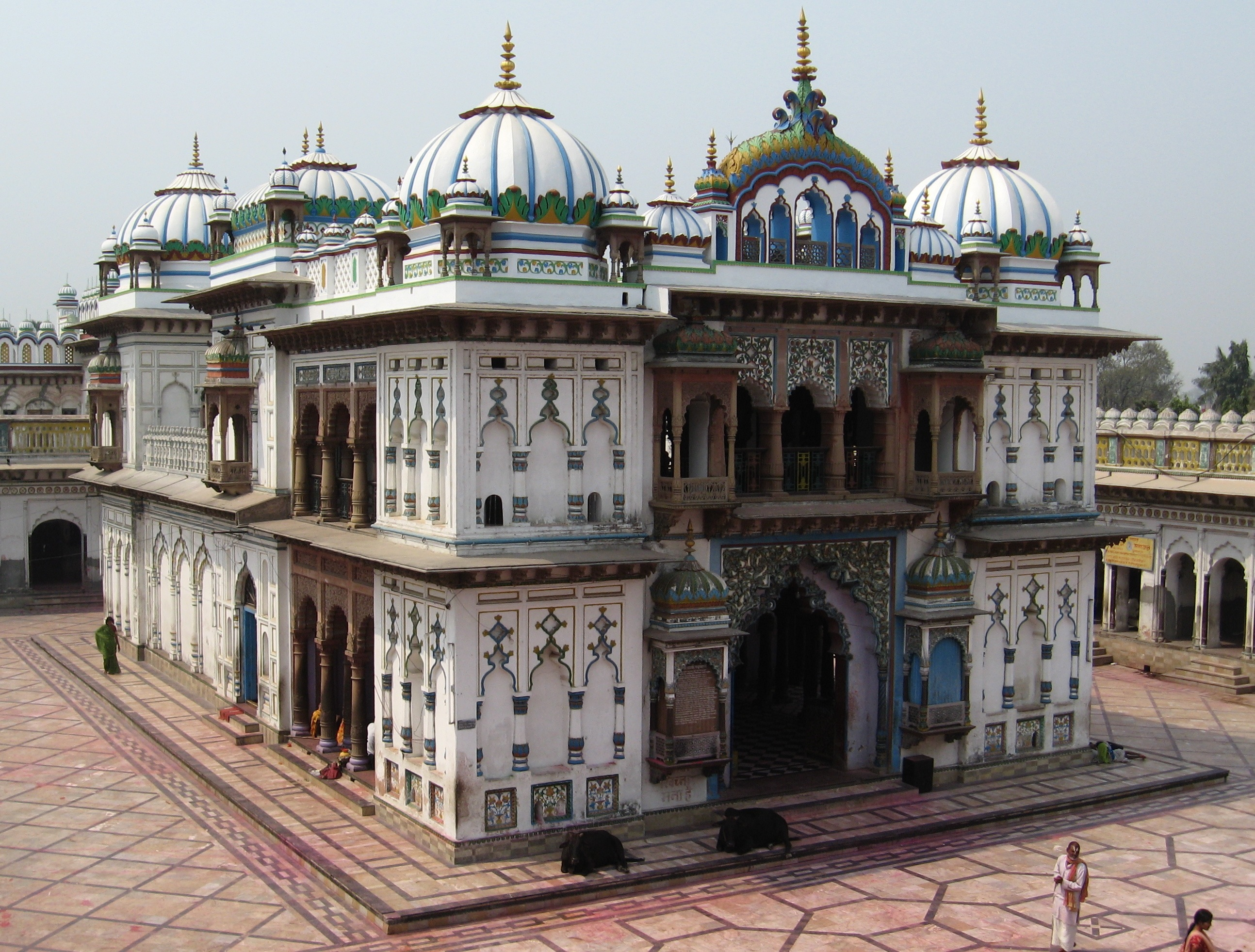
賈納克布爾的寺廟

賈納克布爾或译賈納克普爾 ，是尼泊爾的城市，位於該國東南部，由馬德什省負責管轄，距離首都加德滿都約123公里，面積24.61平方公里，海拔高度70米，每年平均降雨量1,395毫米，2005年人口約93,000。
這裡也是印度史詩羅摩衍那中彌梯羅國首都韋德哈所在地，是印度教徒朝聖地點之一。